# تشارلز إم. ويب
تشارلز إم. ويب هو قاضي ومحامي وسياسي أمريكي، ولد في 30 ديسمبر 1833 في تواندا في الولايات المتحدة، وتوفي في 12 أغسطس 1911. نشط حزبياً في الحزب الجمهوري. وقد انتخب عضو مجلس ولاية ويسكونسن ‏.